# Liste der Biografien/Vers
Liste der Biografien |
Portal Biografien |
Personensuche
# |
A |
B |
C |
D |
E |
F |
G |
H |
I |
J |
K |
L |
M |
N |
O |
P |
Q |
R |
S |
T |
U |
V |
W |
X |
Y |
Z |
?
 
Va |
Vd |
Ve |
Vh |
Vi |
Vj |
Vl |
Vn |
Vo |
Vr |
Vs |
Vt |
Vu |
Vy
 
Vea |
Veb |
Vec |
Ved |
Vee |
Veg |
Veh |
Vei |
Vej |
Vek |
Vel |
Vem |
Ven |
Veo |
Veq |
Ver |
Ves |
Vet |
Veu |
Vev |
Vex |
Vey |
Vez
 
Vera |
Verb |
Verc |
Verd |
Vere |
Verf |
Verg |
Verh |
Veri |
Verj |
Verk |
Verl |
Verm |
Vern |
Vero |
Verp |
Verq |
Verr |
Vers |
Vert |
Veru |
Verv |
Verw |
Very |
Verz
Die Liste der Biografien führt alle Personen auf, die in der deutschsprachigen Wikipedia einen Artikel haben. Dieses ist eine Teilliste mit 157 Einträgen von Personen, deren Namen mit den Buchstaben „Vers“ beginnt.

## Vers

### Versa
- Versace, Allegra (* 1986), italienische Geschäftsfrau
- Versace, Donatella (* 1955), italienische ModeschöpferinDonatella Versace (* 1955)

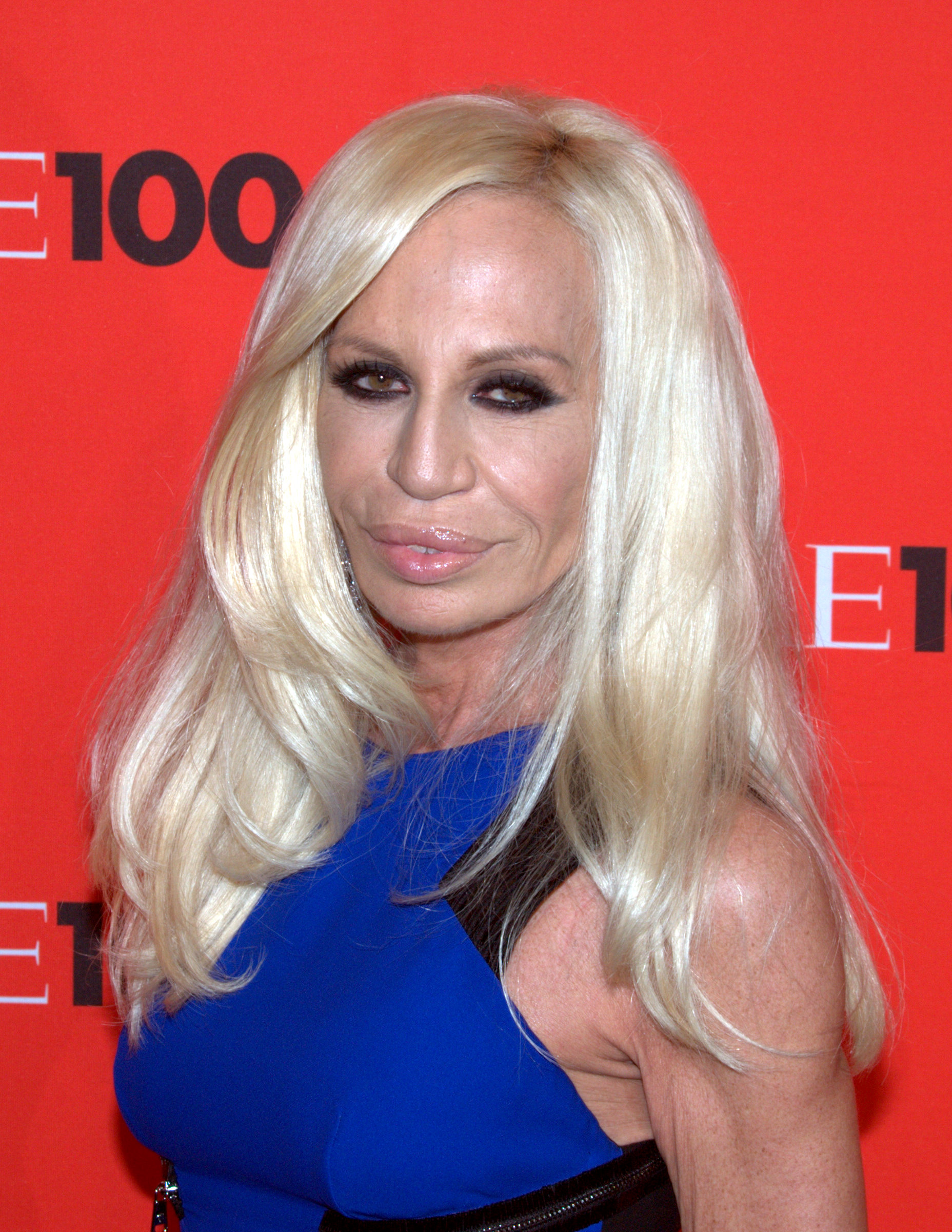
Donatella Versace (* 1955)

- Versace, Gary (* 1968), US-amerikanischer Jazzmusiker
- Versace, Gianni (1946–1997), italienischer Modeschöpfer
- Versace, Santo (* 1944), italienischer Geschäftsmann, Präsident von Gianni Versace S.p.A. und Politiker, Mitglied der Camera dei deputati
- Veršakovs, Māris (* 1986), lettischer Handballspieler
- Versaldi, Giuseppe (* 1943), italienischer Geistlicher und Kurienkardinal der römisch-katholischen Kirche
- Versalle, Richard (1932–1996), US-amerikanischer Opernsänger
- Versari, Bruno Elizeu (* 1959), brasilianischer Geistlicher, römisch-katholischer Bischof von Ponta Grossa
- Versavel, Bruno (* 1967), belgischer Fußballspieler

### Versc
- Verschaeren, Yari (* 2001), belgischer Fußballspieler
- Verschaeve, Cyriel (1874–1949), belgischer Priester, Nationalist und Autor
- Verschaeve, Viktor (* 1998), belgischer Radrennfahrer
- Verschaffelt, Ambroise (1825–1886), belgischer Gärtner und Buchautor
- Verschaffelt, Jules-Émile (1870–1955), belgischer Physiker
- Verschaffelt, Peter Anton von (1710–1793), flämischer Bildhauer und Architekt
- Verschelden, Jules (1898–1978), belgischer Radrennfahrer
- Verschl, Jochen (* 1956), deutscher Leichtathlet
- Verschneider, Jean (1872–1943), französischer Bildhauer
- Verschollene von San Nicolas, Die († 1853), letzte Überlebende des Indianerstammes der NicoleñoDie Verschollene von San Nicolas († 1853)

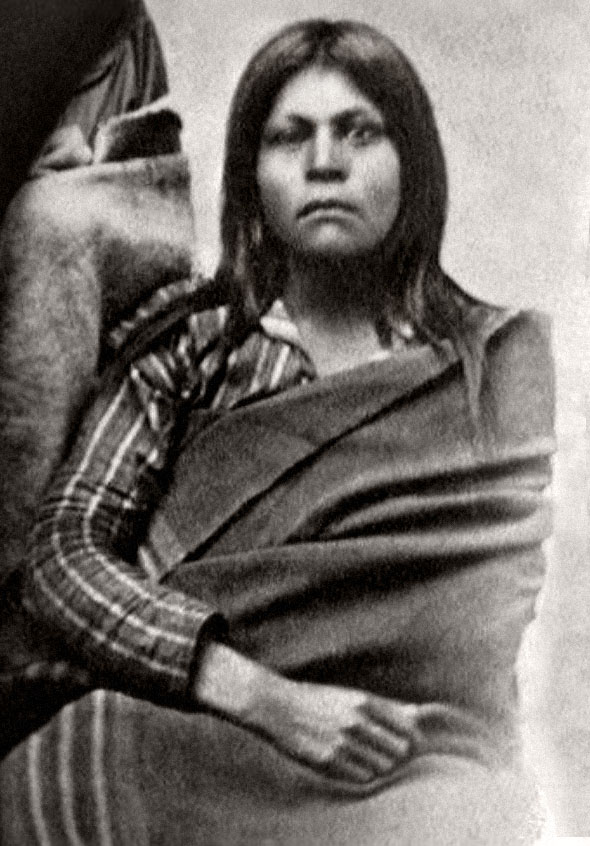
Die Verschollene von San Nicolas († 1853)

- Verschoor, Maria (* 1994), niederländische Hockeyspielerin
- Verschoor, Martijn (* 1985), niederländischer Radrennfahrer
- Verschoor, Richard (* 2000), niederländischer Automobilrennfahrer
- Verschoore, Omer (1888–1931), belgischer Radrennfahrer
- Verschraegen, Bea (* 1955), österreichische Juristin und Hochschullehrerin
- Verschuer, August von (1796–1867), Mitglied der kurhessischen Ständeversammlung, Hessen-kasselscher Major
- Verschuer, Carl von (1816–1859), deutscher Gutsbesitzer, Kammerherr und Mitglied der kurhessischen Ständeversammlung
- Verschuer, Helmut von (1926–2024), deutscher Europabeamter
- Verschuer, Julia van (1926–2016), niederländische Bildhauerin, Zeichnerin und Malerin
- Verschuer, Leopold von (* 1961), deutscher Schauspieler, Hörspielsprecher, -regisseur und -autor sowie Theaterregisseur und Übersetzer
- Verschuer, Otmar von (1896–1969), deutscher Mediziner, Humangenetiker und Zwillingsforscher
- Verschuer, Wilhelm von (1795–1837), Mitglied der kurhessischen Ständeversammlung, Hessen-kasselscher Oberstlieutnant
- Verschuere, Adrien (* 1976), belgischer Architekt
- Verschuere, Karel (1924–1982), belgischer Comiczeichner und -autor
- Verschuere, Paul (* 1955), belgischer Radrennfahrer
- Verschueren, Adolph (1922–2004), belgischer Radrennfahrer
- Verschueren, Bart (* 1986), belgischer Cyclocrossfahrer
- Verschueren, Cédric (* 2004), belgischer Sprinter
- Verschueren, Denis (1897–1954), belgischer Radrennfahrer
- Verschueren, Etienne (1928–1995), belgischer Jazzmusiker, Bigband-Leader und Filmkomponist
- Verschueren, Frans, belgischer Radrennfahrer
- Verschueren, Jolien (1990–2021), belgische Radrennfahrerin
- Verschueren, Theo (* 1943), belgischer Radrennfahrer
- Verschueren, Victor (* 1893), belgischer Wintersportler (Bobsport und Eishockey) und Olympiateilnehmer von 1924
- Verschuier, Lieve, niederländischer Maler
- Verschuren, Jacques (1926–2014), belgischer Biologe, Ökologe und Naturschützer
- Verschuren, Mike (* 1992), niederländischer Eishockeyspieler
- Verschuren, Nick (* 1989), niederländischer Eishockeyspieler
- Verschuren, Paul (1925–2000), niederländischer Geistlicher, Bischof von Helsinki
- Verschuren, Renee (* 1985), niederländische Handballspielerin und -trainerin
- Verschuren, Renzo (* 1981), niederländischer Volleyballspieler
- Verschuren, Sebastiaan (* 1988), niederländischer Schwimmer
- Verschuring, Hendrik (1627–1690), holländischer Maler
- Verschuur, Steven (* 1977), niederländischer Jurist
- Verschuur, Wouterus (1812–1874), niederländischer Tiermaler und Lithograf

### Verse
- Verse, Dirk A. (* 1971), deutscher Jurist und Hochschullehrer
- Versé, Julius (1881–1966), deutscher Geologe und Bergbauingenieur
- Versé, Max (1877–1947), deutscher Pathologe
- Verseck, Keno (* 1967), deutscher Journalist
- Versell, Walter (1891–1989), Schweizer Bauingenieur
- Versen, Alfons (1913–1944), römisch-katholischer Geistlicher, Steyler Missionar und Opfer des Nationalsozialismus
- Versen, Carl (1809–1871), deutscher Jurist und Politiker
- Versen, Dieter (1945–2025), deutscher Fußballspieler
- Versen, Hans Lorenz von (1881–1931), deutscher Landrat
- Versen, Lothar von (1938–2014), deutscher Kabarettist und Schauspieler
- Versen, Maximilian von (1833–1893), preußischer General der Kavallerie und Kommandierender General des III. Armee-Korps
- Versen, Miriam von (* 1969), deutsche Schauspielerin
- Versen, Otto Kasimir von (1705–1774), preußischer Generalmajor, Kommandeur des Dragonerregiments „Holstein“
- Versen, Rudolf von (1829–1894), deutscher Rittergutsbesitzer und Verwaltungsbeamter
- Versenus Aper, Lucius, römischer Offizier (Kaiserzeit)

### Versf
- Versfeld, Mark (* 1976), kanadischer Schwimmer

### Versh
- Vershbow, Alexander (* 1952), US-amerikanischer Diplomat und Politikwissenschaftler
- Vershofen, Wilhelm (1878–1960), deutscher Wirtschaftswissenschaftler und Politiker (DDP)

### Versi
- Versiani Velloso, José Francisco (1919–1972), brasilianischer Geistlicher, römisch-katholischer Bischof von Itumbiara
- Versick, Thilo (* 1985), deutscher Fußballspieler
- Versiglia, Aloisius (1873–1930), italienischer Ordensgeistlicher, Missionar, Bischof, Märtyrer und Heiliger der römisch-katholischen Kirche
- Versin, Jeffie (* 2000), belgischer Eishockeyspieler
- Versing, Wilhelm (1811–1879), deutscher Theaterschauspieler und Opernsänger (Bass/Bariton)
- Versing-Hauptmann, Anna († 1896), deutsche Theaterschauspielerin und Schriftstellerin
- Versini, Marie († 2021), französische SchauspielerinMarie Versini († 2021)

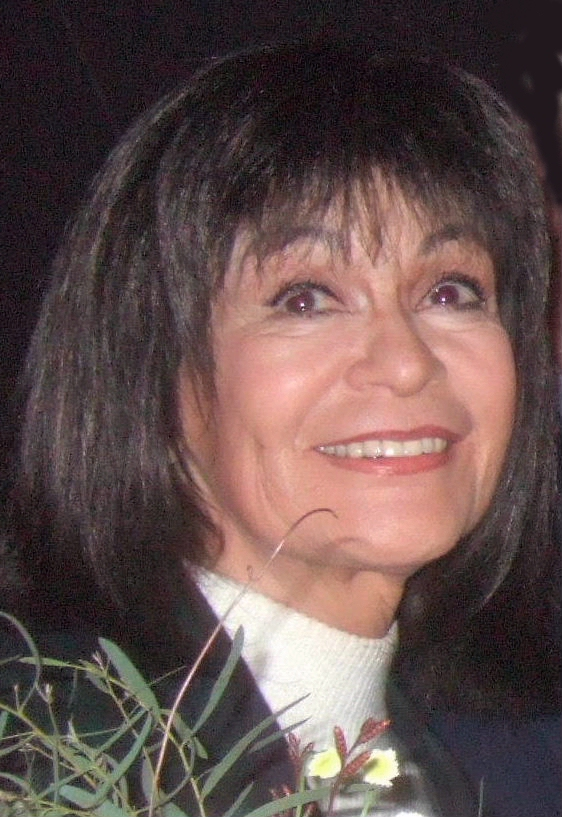
Marie Versini († 2021)

- Versis, Sotirios (1876–1919), griechischer Gewichtheber und Leichtathlet

### Versl
- Versl, Josef (1901–1993), deutscher Graphiker und Landschaftsmaler
- Versleijen, Jan (* 1955), niederländischer Fußballtrainer
- Versluis, Mechiel (* 1987), niederländischer Ruderer
- Versluys, Elisabeth (1923–2011), niederländische Schauspielerin und Hörspielsprecherin
- Versluys, Jan (1873–1939), deutsch-niederländischer Zoologe
- Versluys, Patrick (* 1958), belgischer Radrennfahrer
- Versluys-Poelman, Annette (1853–1914), niederländische Verlegerin, Feministin und Frauenrechtlerin

### Versm
- Versmann, Ernst August Otto (1823–1889), deutscher Apotheker und Fabrikant
- Versmann, Ernst Friedrich (1814–1873), deutscher evangelischer Theologe
- Versmann, Heinrich Joachim (1816–1866), deutscher Apotheker und Politiker
- Versmann, Johannes (1820–1899), deutscher Rechtsanwalt und Politiker, MdHB, Erster Bürgermeister

### Versn
- Versnel, Hendrik Simon (1936–2025), niederländischer Althistoriker
- VerSnyder, Francis (1925–1989), US-amerikanischer Ingenieur und Metallurge

### Verso
- Versock, Kurt (1895–1963), deutscher Offizier, General der Gebirgstruppe im Zweiten Weltkrieg
- Versois, Odile (1930–1980), französische Schauspielerin
- Versor, Johannes, Thomist

### Versp
- Verspoell, Christoph Bernhard (1743–1818), deutscher katholischer Priester, Publizist und Kirchenlieddichter
- Verspohl, Emil (* 1920), deutscher Fußballspieler
- Verspohl, Eugen (* 1947), deutscher Pharmazeut und Hochschullehrer
- Verspohl, Franz-Joachim (1946–2009), deutscher Kunsthistoriker
- Verspronck, Jan Cornelisz (1600–1662), holländischer Porträtmaler des Barock im sogenannten Goldenen Zeitalter holländischer Malerei

### Verst
- Verst, Katarina (* 2007), estnische Diskuswerferin
- Verstappen, Andreas (* 1960), deutscher Autor, Illustrator, Cartoonist, Schauspieler und Cartoonforscher
- Verstappen, Annemarie (* 1965), niederländische Schwimmerin
- Verstappen, Eric (* 1994), niederländischer Fußballspieler
- Verstappen, Jos (* 1972), niederländischer Autorennfahrer
- Verstappen, Martin (1773–1853), belgischer Landschaftsmaler und Lithograph
- Verstappen, Max (* 1997), niederländisch-belgischer AutomobilrennfahrerMax Verstappen (* 1997)

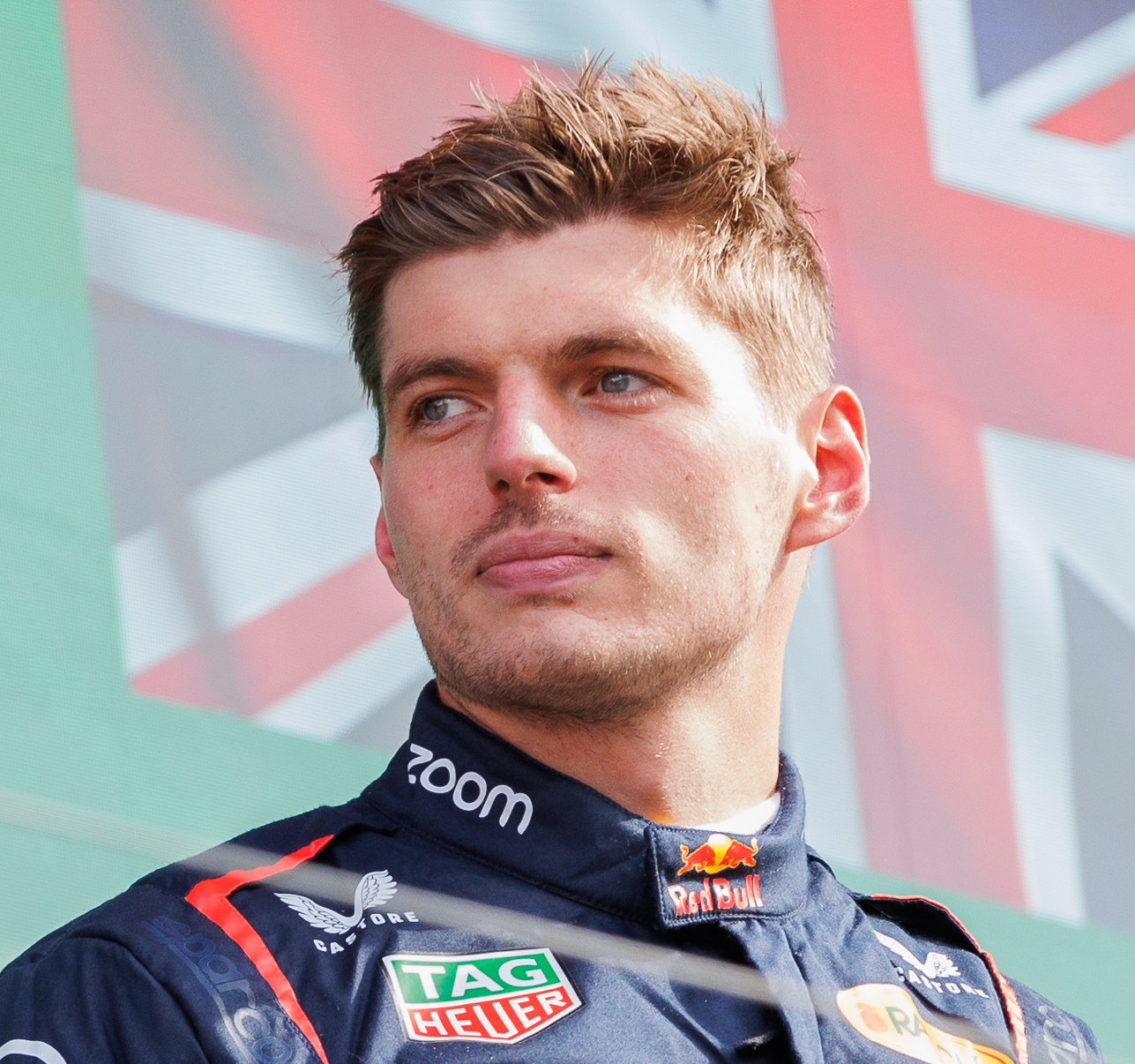
Max Verstappen (* 1997)

- Verstappen, Wim (1937–2004), niederländischer Regisseur, Produzent und Drehbuchautor
- Versteeg, Heinz (1939–2009), niederländischer Fußballspieler
- Versteeg, Kelly (* 1994), niederländische Tennisspielerin
- Versteeg, Kris (* 1986), kanadischer Eishockeyspieler
- Versteeg, Mitch (* 1988), kanadischer Eishockeyspieler
- Versteeg, Wytske (* 1983), niederländische Schriftstellerin und Politologin
- Versteegh, Bob (* 1950), niederländischer Hochschullehrer, Professor für Klavier
- Versteegh, Cornelis H. M. (* 1947), niederländischer Arabist und Sprachwissenschaftler
- Versteegh, Pierre (1888–1942), niederländischer Dressurreiter, Soldat und Widerstandskämpfer
- Versteegh, Theodora (1888–1970), niederländische Sängerin
- Versteegt, Hans (1928–2011), niederländischer Orgelbauer
- Versteegt, Mandy (* 1990), niederländische Fußballspielerin
- Verstegen, Erwin (1971–1995), niederländischer Bogenschütze
- Verstegen, Margarete (1929–2008), deutsche Politikerin (CDU), MdL
- Verstegen, Mark (* 1969), US-amerikanischer Fitnessexperte und -trainer
- Verstegen, Richard († 1640), holländisch-englischer Schriftsteller
- Verstegen, Ute (* 1970), deutsche Christliche Archäologin
- Verstegen, Willem († 1659), Kaufmann im Dienste der niederländischen Ostindien-Kompanie, Leiter der Niederlassung Dejima in Japan
- Versteijnen, Arjan (* 2000), niederländischer Handballspieler
- Versteijnen, Niels (* 2000), niederländischer HandballspielerNiels Versteijnen (* 2000)

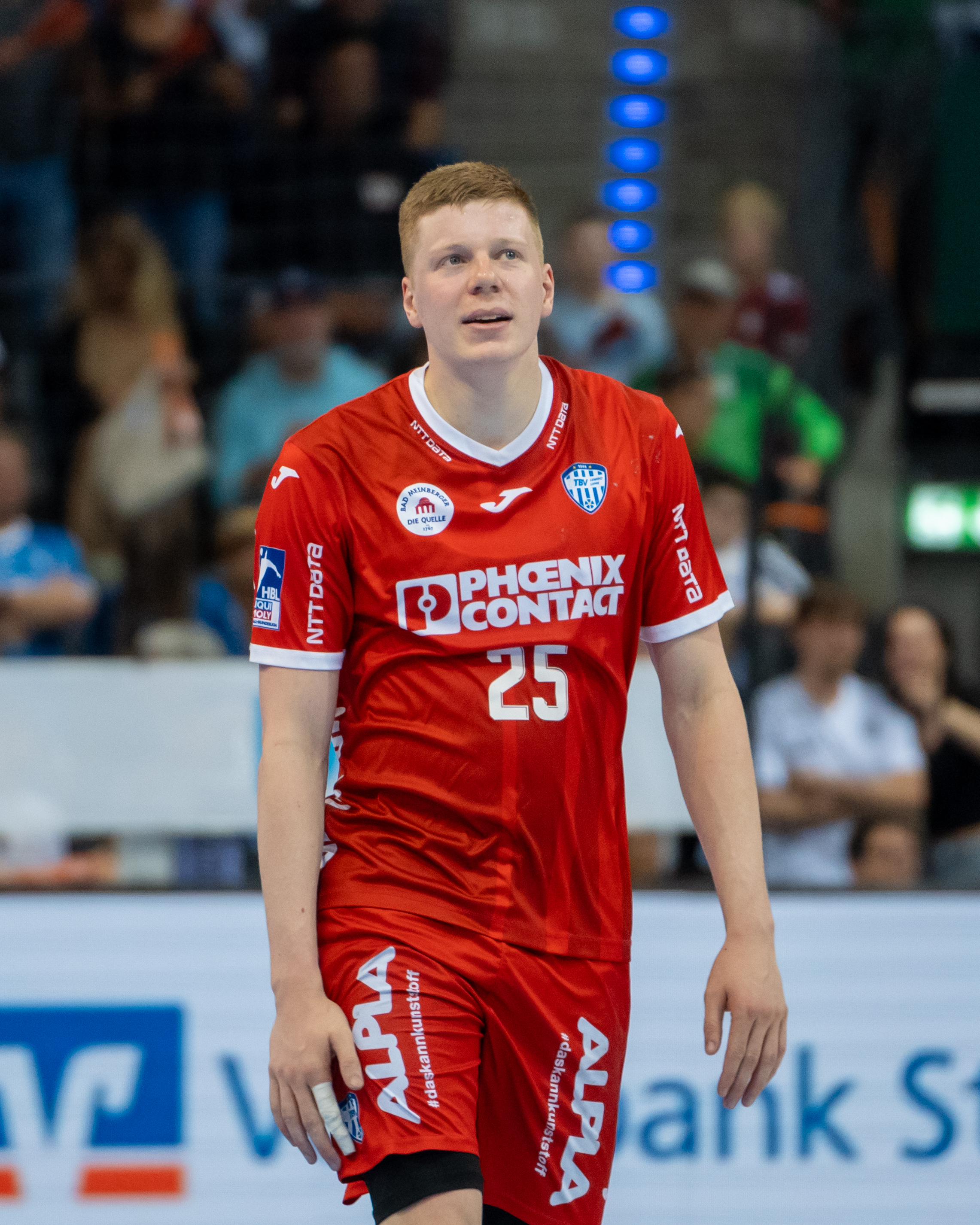
Niels Versteijnen (* 2000)

- Verster, Floris (1861–1927), niederländischer Blumen- und Stilllebenmaler sowie Lithograf
- Verster, Shannon (* 1999), südafrikanische Siebenkämpferin
- Versteyl, Andrea (* 1953), deutsche Rechtsanwältin und Richterin
- Versteyl, Ludger-Anselm (1944–2016), deutscher Rechtsanwalt, Fachautor, Honorarprofessor und Unternehmer
- Versteylen, Luc (1927–2021), belgischer, flämischer Priester, Jesuit und Aktivist
- Verstille, William (1757–1803), US-amerikanischer Maler und Miniaturmaler
- Verstl, Gert (* 1935), deutscher Offizier
- Verstoep, Anton, niederländischer Badmintonspieler
- Verstoep, Bep (1939–2010), niederländische Badmintonspielerin
- Verstolk van Soelen, Johan Gijsbert (1776–1845), niederländischer Politiker
- Verstovšek, Karel (1871–1923), österreichischer Politiker
- Verstraelen, Arnold (1882–1932), niederländischer Ordensgeistlicher
- Verstraete, Birger (* 1994), belgischer Fußballspieler
- Verstraete, Daniel Alphonse Omer (* 1924), belgischer römisch-katholischer Bischof
- Verstraete, Fernand (1925–1992), französischer Jazz- und Unterhaltungsmusiker
- Verstraete, Frank (* 1972), belgischer theoretischer Physiker
- Verstraeten, Edmond (1870–1956), belgischer Maler und Radierer
- Verstraeten, Edouard (1948–2005), belgischer Radrennfahrer
- Verstraeten, François (1887–1965), belgischer Radrennfahrer
- Verstraeten, Jorre (* 1997), belgischer Judoka
- Verstraeten, Joseph, belgischer Turner
- Verstraeten, Mike (* 1967), belgischer Fußballspieler
- Verstreken, Patrik, belgischer Neurowissenschaftler
- Verstrepen, Johan (* 1967), belgischer Radrennfahrer
- Verstrynge, Emiel (* 2002), belgischer Radrennfahrer
- Verstuyft, Katrien (* 1982), belgische Triathletin

### Versy
- Versyp, Gérard (1914–1982), belgischer Fußballschiedsrichter
- Versyp, Louis (1908–1988), belgischer Fußballspieler